# Siran (Hérault)
Siran é uma comuna francesa na região administrativa de Occitânia, no departamento de Hérault. Estende-se por uma área de 21,25 km². Em 2010 a comuna tinha 748 habitantes (densidade: 35,2 hab./km²).